# Sphaerodactylus cochranae
Sphaerodactylus cochranae är en ödleart som beskrevs av  Ruibal 1946. Sphaerodactylus cochranae ingår i släktet Sphaerodactylus och familjen geckoödlor. Inga underarter finns listade i Catalogue of Life.